# George Stibitz
George Stibitz (ur. 20 kwietnia 1904 w Yorku, zm. 31 stycznia 1995 w Hanover) – amerykański matematyk i fizyk, pionier techniki komputerowej. 
W 1937 r. skonstruował binarny sumator elektromechaniczny ("Model K", K jak "kitchen table" – nazwany od kuchennego kredensu na którym go zmontował), w 1939 r. pierwszy na świecie zdalnie sterowany kalkulator elektromechaniczny, 1943–1950 serię elektromechanicznych maszyn liczących wyposażonych w asembler i arytmetykę zmiennoprzecinkową. Autor pierwszego projektu komputera osobistego. Pionier matematycznego modelowania procesów biochemicznych przebiegających w organizmie człowieka.

## Życiorys
Ukończył Denison University w Granville, w 1927 r. uzyskując stopień magistra w Union College, w Schenectady, stan Nowy Jork. Stopień doktora z fizyki matematycznej uzyskał na Uniwersytecie Cornella w roku 1930. Pracował dla Bell Labs w latach 1930–1941. Skonstruował m.in. elektryczny aparat do znajdowania pierwiastków wielomianów.
W latach 1941–1945 George Stibitz pracował w National Defense Research Committee. W 1943 r. skonstruował maszynę Bell Labs Model 2, jeden z pierwszych kalkulatorów programowalnych, wyposażony w taśmę papierową. Potem zbudował jeszcze doskonalsze maszyny nazwane Model 3 i Model 4. W 1945 r. Stibitz i jego zespół zbudowali maszynę Model 5 (dwa egzemplarze: jeden pracował w National Advisory Committee for Aeronautics (NACA) w Langley Field, w stanie Wirginia, drugi przekazano wojsku do Army Ballistics Center w Aberdeen).
W 1964 r. rozpoczął pracę w Dartmouth College nad stosowaniem informatyki w biologii. Był tu profesorem do 1983 r., czyli do przejścia na emeryturę.